# Истакамаститлан (муниципалитет)
Истакамаститла́н (исп. Ixtacamaxtitlán) — муниципалитет в Мексике, штат Пуэбла, с административным центром в одноимённом посёлке. Численность населения, по данным переписи 2010 года, составила 25 326 человека.

## Общие сведения
Название Ixtacamaxtitlán с астекского языка можно перевести двояко: как объединённые белым поясом, или как плодородная долина, зажатая между гор.
Площадь муниципалитета равна 568 км², что составляет менее 1,66 % от площади штата. Он граничит с другими муниципалитетами Пуэблы: на севере с Акистлой и Тетела-де-Окампо, на востоке с Саутлой и Окотепеком, на юге с Либресом, на северо-западе с Чигнауапаном, а на юго-западе с другим штатом Мексики — Тласкалой.

## Учреждение и состав
Муниципалитет был образован в 1895 году, в его состав входит 65 населённых пунктов, самые крупные из которых:
| Код INEGI | Населённый пункт                                              | Численность населения (2005 год) | Численность населения (2010 год) |
| 083       | Всего                                                         | 25 160                           | 25 326                           |
| 0048      | Ла-Унион-Эхидо-Мескальтепек (исп. La Unión Ejido Mexcaltepec) | 1 161                            | 1 295                            |
| 0022      | Эль-Мирадор (исп. El Mirador)                                 | 1 172                            | 1 195                            |
| 0005      | Кальпанерия-Атескилья (исп. Calpanería Atezquilla)            | 992                              | 1 032                            |
| 0014      | Куатесмола (исп. Cuatexmola)                                  | 867                              | 961                              |
| 0040      | Техокуиспан (исп. Texocuixpan)                                | 707                              | 753                              |
| 0032      | Татено (исп. Tateno)                                          | 662                              | 706                              |
| 0025      | Ояметепек (исп. Oyametepec)                                   | 510                              | 658                              |
| 0007      | Ла-Кальдера (исп. La Caldera)                                 | 773                              | 640                              |
| 0026      | Лагунилья-Педерналес (исп. Lagunilla Pedernales)              | 607                              | 611                              |
|           | …                                                             |                                  |                                  |
| 0001      | Истакамаститлан (административный центр)                      | 316                              | 328                              |

## Экономическая деятельность
По статистическим данным 2010 года, работоспособное население занято по секторам экономики в следующих пропорциях: сельское хозяйство и скотоводство — 82,7 %, обрабатывающая и производственная промышленность — 7,3 %, сфера услуг и туризма — 8,7 %.

## Инфраструктура
По статистическим данным 2010 года, инфраструктура развита следующим образом:
- электрификация: 95,6 %;
- водоснабжение: 83,6 %;
- водоотведение: 43,7 %.

## Туризм
Основные места, привлекающие туристов:
- Церковь Святого Франсиска Ассизского, построенная в XVI веке;
- Большое количество объектов доколумбовой эпохи;
- Музей с экспонатами доколумбовой эпохи.